# Departamento Juan Bautista Alberdi
Juan Bautista Alberdi es un departamento ubicado en el sudoeste de la provincia de Tucumán, Argentina. El mismo limita al norte con el departamento Río Chico, al este con el departamento Graneros, al sur con el departamento La Cocha, y al oeste con la provincia de Catamarca. El departamento lleva su nombre en homenaje al destacado político, jurista, y escritor tucumano Juan Bautista Alberdi.
La ruta provincial N° 308 comunica a su cabecera departamental, Ciudad Alberdi, con el Dique Escaba, el principal atractivo turístico de la zona. El embalse, que hasta no hace mucho fue el dique tipo Ambursen más alto del mundo, es parte de una central hidroeléctrica y posee una de las mayores colonias de murciélagos del continente americano.

## Población
Según el último Censo Nacional del año 2010 realizado por el INDEC, en todo el departamento Juan Bautista Alberdi se registra una población total de 30.237 habitantes.
El total de población de Varones es de 14.910 hab. en cuanto al total de Mujeres es de 15.327 hab. dejando como índice de masculinidad de 97,3% para todo el Departamento.
Para el censo 2022 el departamento registró 34 766 habitantes; lo que representó un aumento en la cantidad de personas del 15% menor que el crecimiento poblacional provinciala situado en 16,6%.

## Historia su fundación.
Fue fundado por don Napoleón Marañón quien fue bautizado en la Catedral de Tucumán el 15/07/1845 hijo de don Bernabé de Marañón Viger de la Maza nacido en Tucumán y de Carmen Ferreira Bedoya natural de Córdoba, casados en Córdoba. Dueño de la Posta Naranjo Esquina situada en el sur de Tucumán hoy terrenos que comprenderían la actual localidad de Juan B. Alberdi. Napoleón Marañón - Ferreira ejerció en comercio y la agricultura (en Naranjo Esquina) punto donde se realizaba el comercio con vecinos de Santiago del Estero y Catamarca. Ante la llegada del ferrocarril, tuvo la visión fundadora al lotear su estancia para la creación del pueblo y donar la casa para la municipalidad, las plazas principales (dos manzanas), el terreno (seis manzanas) para la estación de trenes F.C.N.O.A lo que traería progreso y comodidad para el nuevo pueblo que comenzaba a gestarse gracias al desprendimiento de Napoleón, continuó sus donaciones dono terreno para la policía y uno que comprendía media manzana para la parroquia que se pudo erigir y construir con dinero de los feligreses y las familias principales del pueblo. Este gran benefactor, benemérito y filántropo anónimo loteó además terrenos para los primeros pobladores (algunos ya se encontraban allí en La Posta Naranjo Esquina y fracciono nuevos lotes que vendió a precio muy bajo) creando así la actual ciudad (56 manzanas). La nueva población que fue fundada en 1888 se denominó Juan Bautista Alberdi denominado en el gobierno de Lídoro J. Quinteros por ley, el 26/11/1888, este solo firmó el decreto ley siendo D. Napoleón Marañón su fundador. La otra mitad de la Posta se mantuvo como Naranjo Esquina; algunos viejos pobladores seguían denominándola villa Marañón en alusión a los antiguos dueños, luego pasó a ser mencionada como Villa Alberdi.
Años más tarde,  su esposa Exaltación Sosa y Barrionuevo de Marañón, nacida en Catamarca en
1848, el 7/10/1907 donó en su vejez y al final de sus días un terreno para que se construyera la escuela Las Heras. Aunque años antes, en 1901 pretendió impedir que la iglesia se construyera sobre el terreno donado por su marido al encontrarse en dificultades (Datos extractados del Archivo Histórico de Tucumán. Serie ADM Volumen 272. Año 101 foja desde 2 hasta 11).

## Turismo
En su territorio tiene asiento  parte del Parque nacional Aconquija.

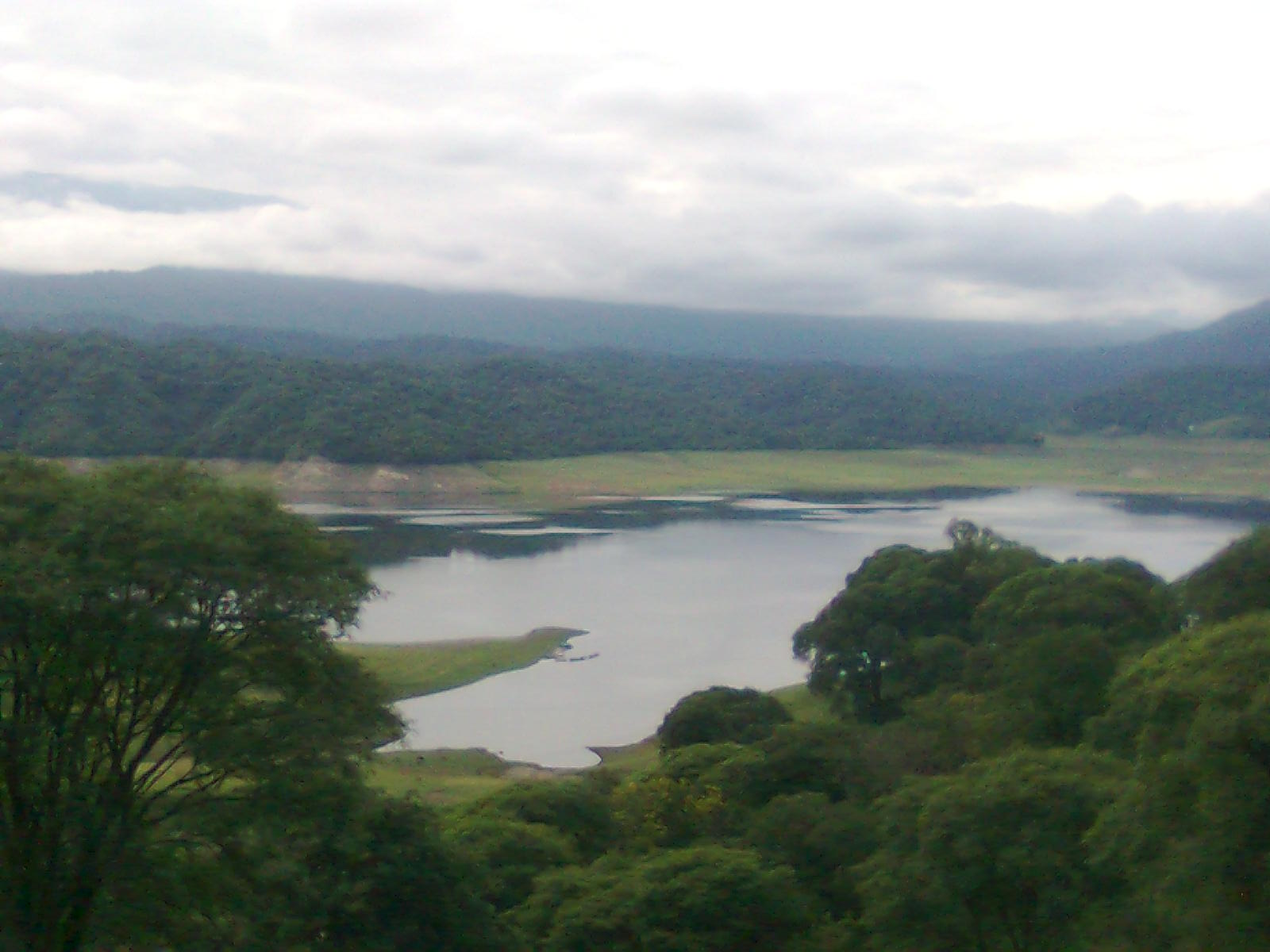

## Sismicidad
La sismicidad del área de Tucumán (centro norte de Argentina) es frecuente y de intensidad baja, y un silencio sísmico de terremotos medios a graves cada 30 años.
- Sismo de 1861: aunque dicha actividad geológica catastrófica, ocurre desde épocas prehistóricas, el terremoto del 20 de marzo de 1861 (164 años) con 12.000 muertes,[8] señaló un hito importante dentro de la historia de eventos sísmicos argentinos ya que fue el más fuerte registrado y documentado en el país. A partir del mismo la política de los sucesivos gobiernos del norte y de Cuyo han ido extremando cuidados y restringiendo los códigos de construcción.[7] Y con el terremoto de San Juan de 1944 del 15 de enero de 1944 (81 años) los gobiernos tomaron estado de la enorme gravedad crónica de sismos de la región.
- Sismo de 1931: de 6,3 de intensidad, el cual destruyó parte de sus edificaciones y abrió numerosas grietas en la zona[8][7]